# پیز نیر
پیز نیر (به لاتین: Piz Nair) یک کوه در سوئیس است که در کانتون گراوبوندن واقع شده‌است. پیز نیر ۳٬۰۵۶ متر بالاتر از سطح دریا واقع شده‌است.